# Anna Boberg
Anna Katarina Boberg, (født Scholander 3. december 1864 i Stockholm, død 27. januar 1935 samme sted) var en svensk kunstmaler, keramiker og kunsthåndværker. Anna Boberg blev som datter af arkitekt Fredrik Wilhelm Scholander og teosof og forfatter Carin Scholander (sv) samt barnebarn af Axel Nyström (sv) født ind i en kunsterisk familie. Anna Boberg blev i gift 1888 med arkitekt G.F. Boberg.

## Karriere
Før Anna Boberg fik sit gennembrud som friluftsmaler med speciale i storslåede vinterlandskaber fra Nordnorge, beskæftigede hun sig med at designe håndarbejds- og gobelinmønstre og porcelæn i udsøgt jugendstil. Anna Boberg designede blandt andet Peacock-vasen for Rörstrand i 1897 og kunstglas for Reijmyre.
Anna Boberg modtog aldrig formel uddannelse som kunstmaler og betragtes som autodidakt. Mange af hendes landskabsmalerier er motiver fra Lofoten, som Anna Boberg besøgte første gang i 1901. Samlingen af malerier fra Lofoten indeholder blandt andet Midnatssol, som er købt til Luxembourg-galeriet. 
Bobergs maleri Fiskeflåden sejler ud. Studie fra Nord-Norge indgik i 2024 i Statens Museum for Kunsts udstilling Against All Odds – Historiske kvinder og nye algoritmer.
Det er fra Nationalmuseum i Stockholm. 
- Fiskeflåden sejler ud. Studie fra Nord-Norge

Sammen med sin mand, arkitekt Boberg, udførte Anna Boberg kartonen til det mægtige vægtæppe: Begravelse i Leksand (tilhører Nationalmuseet i Stockholm).
Anna Boberg udgav i 1934 selvbiografien Envar sitt ödes lekboll.
Anna Boberg er sammen med sin mand begravet på Norra begravningsplatsen (sv) i Solna kommun.